# East Riding of Yorkshire (dystrykt)
East Riding of Yorkshire – dystrykt (unitary authority) w hrabstwie ceremonialnym East Riding of Yorkshire w Anglii. Ośrodkiem administracyjnym jednostki jest Beverley.